# Pere Navarro (militar)
Pere Navarro o Pedro Navarro (?, 1460? - Nàpols, 28 d'agost del 1528), comte d'Oliveto, fou un enginyer militar al servei de l'armada catalana, era expert en pólvora i artefactes explosius.
Hom l'anomena misser Pere Navarro en diversos textos així com, comte Pere Navarro (Conde Pedro Navarro). El seu lloc de naixement és incert; hi ha quatre possibles indrets: Cantàbria, atès que li diuen càntabre i així apareix a la seva tomba a Nàpols a l'església de Santa Maria la Nuova; Biscaia, perquè li diuen biscaí; Navarra, atès que l'anomenen així, i un dels regnes de la Corona d'Aragó, possiblement Nàpols, Sicília o València.
Li concediren el títol de comte d'Oliveto, tot i que aquest restava en poder de Ramon Folc de Cardona-Anglesola. Anteriorment el 1495 Carles de França va designar a Ferran Diaç senyor d'Oliveto.
Sabem que tenia un escuder anomenat Bertomeu Roís. Aquest Bertomeu Roís se l'identifica com a Bartolomé Ruiz a les Índies.

## Campanyes militars en què participà
Gonzalo Fernández de Oviedo y Valdés, indica que fou fill de Pedro Roncal i serví des de ben petit al marquès de Cotrón, actual Crotone, Antoni de Centelles i Ruffo, fill del marí Antoni de Centelles i Ventimiglia, comte de Collisano i d'Enrichetta Ruffo, marquesa de Cotrone, comtessa de Catanzaro i Belcastro i baronessa de Taverna i Altavilla.

### Nàpols

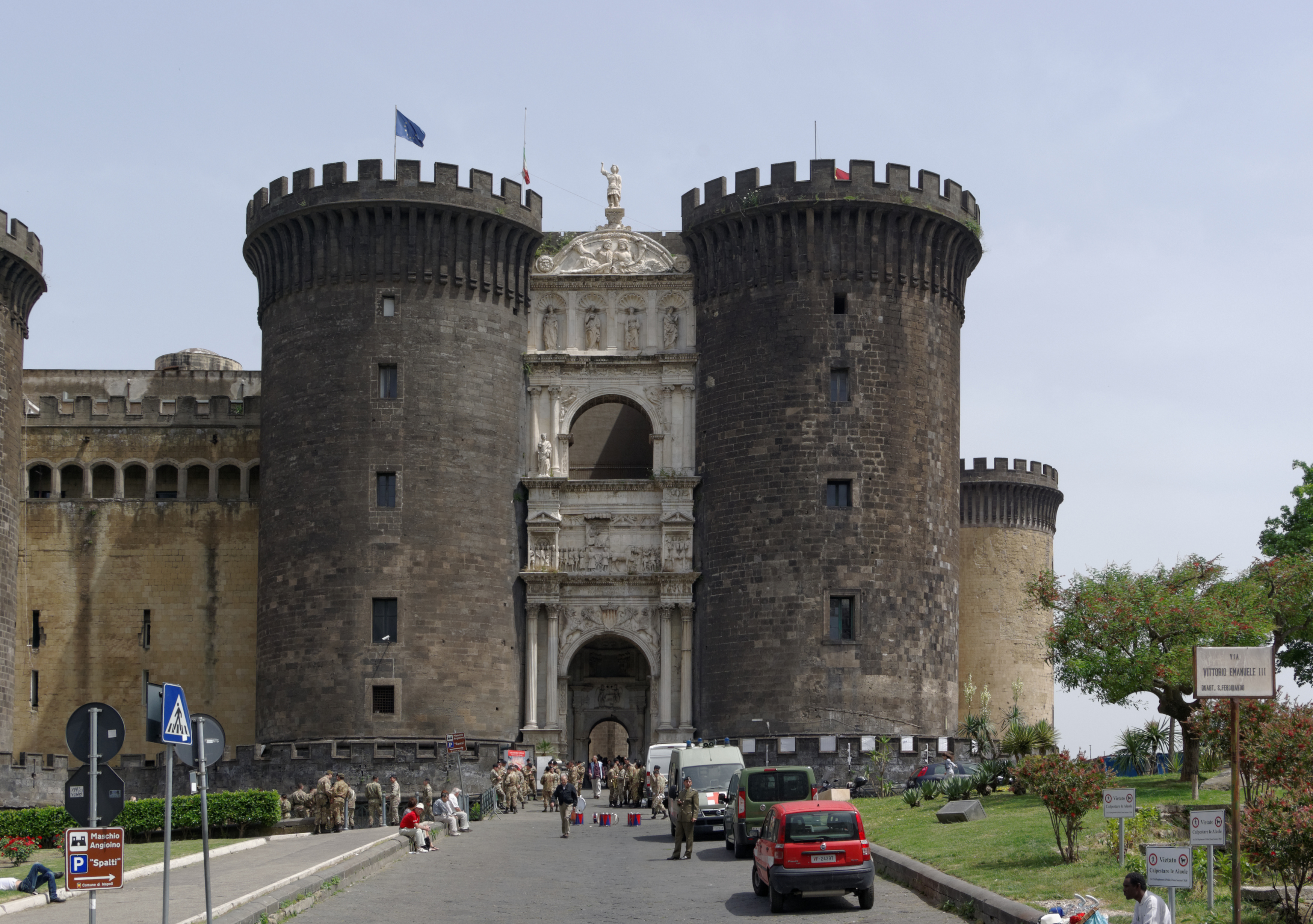
Castell Nuovo, recuperat per Pere Navarro.

En el 1503 participa activament en la presa de Nàpols, sota les ordres del Gran Capità. El 15 de maig d'aquell any, prenen possessió de la ciutat de Nàpols. Per aconseguir l'expulsió dels francesos i la recuperació total de les places, faltaven els dos castells. Pere Navarro com a expert miner, col·locà diferents artefactes explosius a les muralles del Castell Nou de Nàpols encara en mans franceses, allí enganyaren als francesos fent-los creure que atacarien a camp obert contra el castell. Ensorraren part de les muralles i pogueren entrar. L'endemà ja tenien la fortalesa sota el seu control. En la batalla del riu Garigliano a Gaeta el desembre de 1503, derrotaren als francesos que intentaven recuperar Nàpols, tallant-los el pas i esfondrant-ne el pont. Gràcies a les seves gestes, Pere rep el títol de comte d'Olivetto.

### Orà

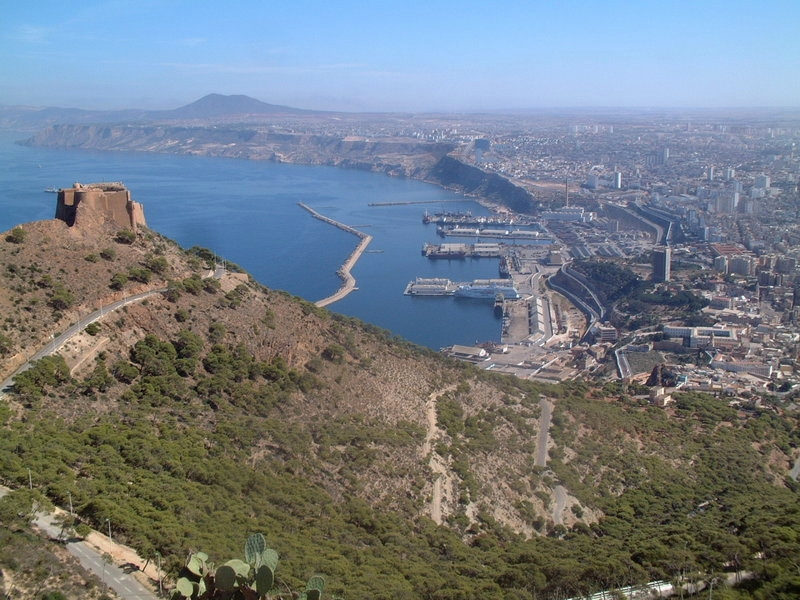
Orà vista des de la fortalesa de Massalquivir

L'expedició que anà a Orà ocupà un penyal a les costes nord-africanes anomenat de Sant Antonio. L'ocupació s'efectuà el 23 de juliol de 1508, i fou designat batlle del penyal el capità Villalobos. L'expedició que ja havia acomplert part de la seva missió, continuà fins a Orà, dirigida pel general de l'exèrcit català, Pere Navarro.
No se sap del cert de quin punt salpà l'estol català compost de deu galeres i vuitanta embarcacions menors, però ho feu el dia 16 d'abril de 1509, i l'endemà ja arribaren a Massalquivir, fortalesa ja conquerida 4 anys abans per l'almiral Ramon Folc de Cardona-Anglesola i el seu gran estol. S'apoderaren d'Orà i anaren a hivernar a les illes Balears, Formentera i Eivissa.
Pere, va participar en altres expedicions al nord d'Àfrica, que foren acceptades i votades a les Corts de Montsó de 1510.

### Bugia

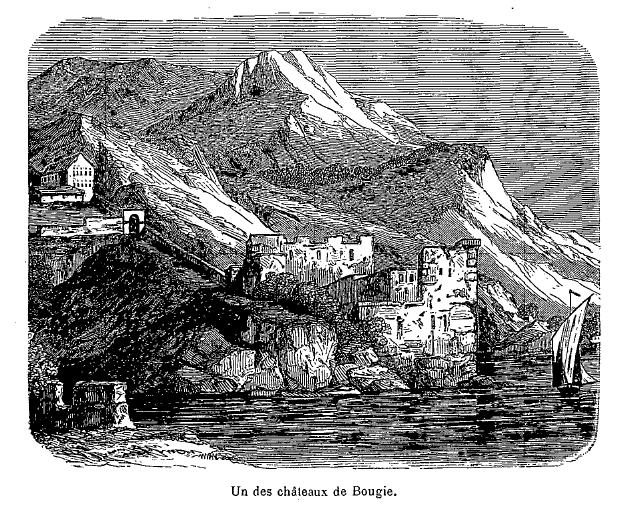
Fortificació dels catalans a Bugia

Assaltaren la ciutat rebent reforços de Mallorca, Menorca i Sardenya. La següent expedició en que participà, fou la conquesta de Bugia, salparen d'Eivissa amb 4000 infants el dia 1 de gener de 1510 i arribaren el dia 4. Assaltaren la ciutat rebent reforços mallorquins, menorquins i sards

### Trípoli

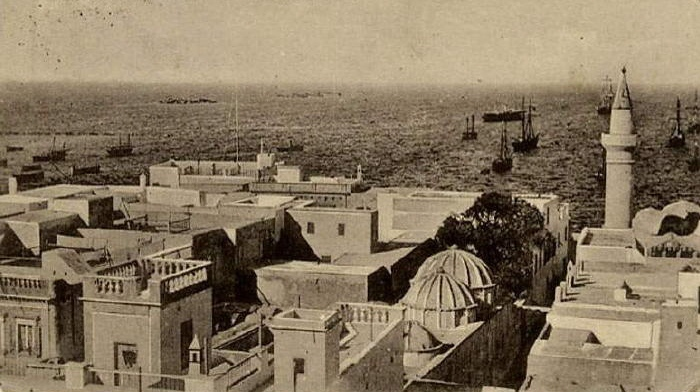
L'antiga medina de Trípoli

Després l'expedició anà a Trípoli, que tenia aleshores uns 50.000 habitants i unes 4.000 cases.
La batalla durà on van sortir-ne victoriosos (hi ha teories que diuen que els habitants de Trípoli es van aliar amb el pirata turc Arudj i van foragitar els «espanyols»). Les conseqüències foren desastroses per als habitants, es van enderrocar bona part dels edificis dels barris interiors, bona part de la població va emigrar, es va aturar el comerç marítim i terrestre, es va encerclar el centre de la ciutat fent-la més petita, més fortificada i més defensable de possibles atacs. A la ciutadella àrab s'hi construí el castell dels espanyols. Després de l'atac, la ciutat va perdre la meitat del seu territori i un terç de la població. Mentre Trípoli era atacada, la guarnició de Pedro Arias Dávila aconseguí rebutjar l'atac d'Abu-Hammu a Bugia
El 1510, Pere, escriu al rei Ferran que era a les Corts de Montsó, dient-li que s'havia conquerit Trípoli en dues hores. I el rei ho tramet als consellers de Barcelona el 14 d'agost.

### Tunis
L'expedició acabà a Tunis. Però, Pere sofrí una important derrota aquell mateix any a l'illa de Gerba, on arribà a perdre 4000 homes. Alguns d'ells, eren l'aragonès Joan Ramires d'Isuerre, el valencià Santàngel, Bivas de Dénia...

### Nord d'Itàlia
Col·laborà estretament amb el virrei de Sicília, el valencià Hug de Montcada i de Cardona, en diferents campanyes.
Entre 1511 i 1513, participà en les ordres del virrei de Nàpols, Ramon de Cardona, en la campanya contra Bastia i Bolonia.

### Guerra d'Itàlia de 1521 - 26
Durant la Guerra d'Itàlia de 1521–26 es va passar al bàndol francès, sent derrotat en la batalla de Bicocca, on caigué presoner després de la presa, i passà tres anys empresonat a Nàpols com a càstig per la seva defecció al bàndol francès.